# Jan Witowski (oficer piechoty)
Jan Witowski (ur. 30 sierpnia 1891 w Kobylem-Gródku, zm. 3 lipca 1963 w Krakowie) – major piechoty Wojska Polskiego.

## Życiorys
Urodził się we wsi Kobyle-Gródek, w ówczesnym powiecie nowosądeckim Królestwa Galicji i Lodomerii. Do Wojska Polskiego został przyjęty z byłej armii generała Hallera. W czasie wojny z bolszewikami walczył jako dowódca 7. kompanii 52 pułku piechoty. Wyróżnił się w trzeciej dekadzie lutego 1920, w bitwie o Latyczów, w trakcie której został przydzielony ze swoją kompanią do I batalionu 19 pułku piechoty i obsadził odcinek przyczółka mostowego na rzece Boh pod wsią Zalatyczówka. Działanie na tym odcinku spotkało się z uznaniem ówczesnego dowócy 19 pp Eugeniusza Żongołłowicza, który 31 stycznia 1922 sporządził wniosek o odznaczenie Jana Witowskiego Orderem Virtuti Militari. W toku dalszych walk porucznik Witowski dowodził II batalionem pułku. Ponownie wyróżnił się w dniach 25–27 kwietnia w bitwa pod Barem, w nocy z 11 na 12 czerwca 1920 w walce pod wsią Strotijawka oraz 3 września 1920 pod Przemyślanami, gdzie dowodząc 7. kompanią został ciężko ranny w głowę i dostał się do niewoli. Po wyleczeniu uciekł z niewoli. Za opisane wyżej czyny ówczesny dowódca pułku kapitan Piotr Kończyc sporządził 7 stycznia 1924 wniosek o odznaczenie kapitana Witowskiego Orderem Virtuti Militari.
Po zakończeniu działań wojennych pozostał w wojsku jako oficer zawodowy i kontynuował służbę w 52 pułku piechoty w Złoczowie. 3 maja 1922 został zweryfikowany w stopniu kapitana ze starszeństwem z 1 czerwca 1919 i 1350. lokatą w korpusie oficerów piechoty. W 1924 był dowódcą 9. kompanii. W listopadzie 1927 został wyznaczony w macierzystym pułku na stanowisko oficera przysposobienia wojskowego. 18 lutego 1928 został mianowany majorem ze starszeństwem z 1 stycznia 1928 i 106. lokatą w korpusie oficerów piechoty. W tym samym roku został wyznaczony na stanowisko obwodowego komendanta przysposobienia wojskowego 52 pp. W marcu 1932 został przesunięty na stanowisko dowódcy batalionu. W czerwcu 1933 został przeniesiony do 1 pułku strzelców podhalańskich w Nowym Sączu na stanowisko kwatermistrza. W 1938 zajmowane przez niego stanowisko otrzymało nazwę „II zastępca dowódcy pułku”.
Po kampanii wrześniowej przebywał w Oflagu VI E Dorsten i Oflagu VI B Dössel. Do kraju wrócił 11 listopada 1945.
Zmarł 3 lipca 1963. Został pochowany na cmentarzu wojskowym przy ul. Prandoty w Krakowie (kwatera 6 WOJ-7-11).
Był żonaty z Emilią z Rosnerów (ur. 1898), z którą miał dwie córki: Jadwigę (ur. 1924) i Zofię (ur. 1932). Emilia była siostrą Heleny (ur. 1897), żony generała Bernarda Monda. 30 listopada 1943 w Zakliczynie funkcjonariusze niemieckiej Policji zatrzymali żonę majora, obie córki oraz Helenę Mond i dwie siostry generała: Zofię Czajkowską (ur. 1900) i Henrykę Mościskierową (ur. 1891). Wszystkie kobiety zostały wywiezione do tarnowskiego Getta i tam zamordowane.

## Ordery i odznaczenia
- Krzyż Walecznych trzykrotnie[24]
- Złoty Krzyż Zasługi – 10 listopada 1928 „w uznaniu zasług położonych na polu pracy w poszczególnych działach wojskowości”[25][26]
- Odznaka za Rany i Kontuzje z dwiema gwiazdkami